# Premna quadrifolia
Premna quadrifolia là một loài thực vật có hoa trong họ Hoa môi. Loài này được Schumach. & Thonn. miêu tả khoa học đầu tiên năm 1827.